# 长柄垫柳
长柄垫柳（学名：Salix calyculata）是杨柳科柳属的植物。分布在锡金以及中国大陆的西藏等地，生长于海拔3,400米至3,600米的地区，常生于流石滩上，目前尚未由人工引种栽培。

## 异名
- Salix calyculata Hook. f. ex Anderss. var. gongshanica C. Wang et C. F. Fang